# جويل تشاندلر هاريس
جويل تشاندلر هاريس (بالإنجليزية: Joel Chandler Harris) (1948 - 1908 م) هو مؤلف، ومحرر أمريكي من ولايات الجنوب، اشتهر بسلسلة من القصص كتبها بلهجة الزنوج، وأسماها قصص العم ريموس 1881. شجعه نجاح هذه المجموعة على كتابة مجموعة أخرى بعنوان «أمسيات مع العم ريموس» 1883. من أهم أعمال هاريس صياغته الأدبية للأدب الشعبي الزنجي.

## روابط خارجية
- جويل تشاندلر هاريس على موقع الموسوعة البريطانية (الإنجليزية)
- جويل تشاندلر هاريس على موقع الموسوعة البريطانية (الإنجليزية)
- جويل تشاندلر هاريس على موقع إن إن دي بي (الإنجليزية)
- جويل تشاندلر هاريس على موقع ديسكوغز (الإنجليزية)